# Leichtathletik-Länderkampf der Männer 1938 Belgien – Deutschland
| 8. Leichtathletik-Länderkampf mit deutscher Beteiligung 1938 | 8. Leichtathletik-Länderkampf mit deutscher Beteiligung 1938 |               |
| ------------------------------------------------------------ | ------------------------------------------------------------ | ------------- |
|                                                              |                                                              |               |
| Ländervergleich der Männer: Belgien – Deutschland            |                                                              |               |
| Austragungsort                                               | Brüssel                                                      |               |
| Wettbewerbe                                                  | 17                                                           |               |
| Datum                                                        | 13./14. August 1938                                          |               |
| 1. GER 2. BEL                                                | 114 Punkte 073 Punkte                                        |               |
| Chronik                                                      |                                                              |               |
| ← GER-USA (M)                                                | GER-POL (F) →                                                | GER-POL (F) → |

Im achten Vergleich des Länderkampfjahres 1938 war Belgien der zweite Gegner des deutschen Männerteams am Wochenende des 13./14. Augusts. Das zweite Aufeinandertreffen der beiden Länder in der Leichtathletik fand in der belgischen Hauptstadt Brüssel statt. Deutschland trat wegen der parallel ausgetragenen Begegnung gegen die USA hier in Brüssel mit einer Mannschaft an, die sich aus Athleten der zweiten Reihe zusammensetzte.

## Wettbewerbe und Modus
Auf dem Programm standen siebzehn Disziplinen. Gemessen an den damals bei Olympischen Spielen ausgetragenen Wettbewerben fehlten der Marathonlauf, der 3000-Meter-Hindernislauf, das Gehen, der Dreisprung, der Hammerwurf und der Zehnkampf. Die Begegnung wurde auf zwei Tage verteilt ausgetragen. Gewertet wurde genauso wie im gleichzeitig stattfindenden Vergleich mit den USA. In den Einzelwettbewerben wurden die Punkte verteilt wie üblich, in der Staffel gab es fünf zu drei Punkte.

## Ergebnis
Auf den Laufstrecken konnten die belgischen Sportler gut mithalten. Fünf dieser Wettbewerbe entschieden sie für sich, sechs gingen an Deutschland. Die sechs technischen Disziplinen dagegen sicherten sich ohne Ausnahme Deutschlands Athleten. In der Gesamtabrechnung gewann Deutschland damit auch dieses zweite Aufeinandertreffen mit Belgien, diesmal mit 114 zu 74 Punkten.

## Resultate

### 100 m
| Platz | Athlet          | Land | Zeit (s) |
| ----- | --------------- | ---- | -------- |
| 1     | Willi Bönecke   | GER  | 11,0     |
| 2     | Julien Saelens  | BEL  | 11,1     |
| 3     | Dieudonné Guthy | BEL  | 11,3     |
| 4     | Heinz Riether   | GER  | 11,3     |

Datum: 13. August

### 200 m
| Platz | Athlet          | Land | Zeit (s) |
| ----- | --------------- | ---- | -------- |
| 1     | Julien Saelens  | BEL  | 22,3     |
| 2     | Heinz Riether   | GER  | 22,6     |
| 3     | Dieudonné Guthy | BEL  | 23,6     |
| 4     | Hermann Pfäffle | GER  | 23,7     |

Datum: 14. August

### 400 m
| Platz | Athlet       | Land | Zeit (s) |
| ----- | ------------ | ---- | -------- |
| 1     | Peter Robens | GER  | 50,3     |
| 2     | Georg Müller | GER  | 50,5     |
| 3     | Piet Smet    | BEL  | 50,7     |
| 4     | Jan Verhaert | BEL  | 51,0     |

Datum: 14. August

### 800 m
| Platz | Athlet           | Land | Zeit (min) |
| ----- | ---------------- | ---- | ---------- |
| 1     | Joseph Mostert   | BEL  | 1:55,7     |
| 2     | Hans Schmidt     | GER  | 1:56,2     |
| 3     | Heinz Schumacher | GER  | 1:56,2     |
| 4     | Jan Verhaert     | BEL  | 2:07,0     |

Datum: 13. August

### 1500 m
| Platz | Athlet             | Land | Zeit (min) |
| ----- | ------------------ | ---- | ---------- |
| 1     | Joseph Mostert     | BEL  | 4:02,0     |
| 2     | Herbert Jakob      | GER  | 4:03,3     |
| 3     | Max Stroßenreuther | GER  | 4,06,4     |
| 4     | Ward Schroeven     | BEL  | 4:11,3     |

Datum: 14. August

### 5000 m
| Platz | Athlet           | Land | Zeit (min) |
| ----- | ---------------- | ---- | ---------- |
| 1     | Rolf Fellersmann | GER  | 15:20,0    |
| 2     | Hermann Eberlein | GER  | 15:20,0    |
| 3     | Oscar Van Rumst  | BEL  | 15:28,3    |
| 4     | Pierre Bajart    | BEL  | 15:43,0    |

Datum: 14. August

### 10.000 m
| Platz | Athlet              | Land | Zeit (min) |
| ----- | ------------------- | ---- | ---------- |
| 1     | Ernst Eberhardt     | GER  | 31:59,0    |
| 2     | Jan Chapelle        | BEL  | 32:09,3    |
| 3     | Max Gebhardt        | GER  | 32:20,0    |
| 4     | Frans Van der Steen | BEL  | 32:40,1    |

Datum: 13. August

### 110 m Hürden
| Platz | Athlet          | Land | Zeit (s) |
| ----- | --------------- | ---- | -------- |
| 1     | Willi Pollmanns | GER  | 15,5     |
| 2     | Pol Braekman    | BEL  | 15,6     |
| 3     | Walter Stöckle  | GER  | 15,6     |
| 4     | Émile Binet     | BEL  | 16,4     |

Datum: 13. August

### 400 m Hürden
| Platz | Athlet            | Land | Zeit (s) |
| ----- | ----------------- | ---- | -------- |
| 1     | Jules Bosmans     | BEL  | 54,5     |
| 2     | Hans Scheele      | GER  | 56,4     |
| 3     | Hans Helm         | GER  | 57,4     |
| 4     | Henri Regemeutter | BEL  | 57,5     |

Datum: 14. August

### 4 × 100 m Staffel
| Platz | Besetzung       | Land                                                        | Zeit (s) |
| ----- | --------------- | ----------------------------------------------------------- | -------- |
| 1     | Deutsches Reich | Hermann Pfäffle Hans Gottschalk Heinz Riether Willi Bönecke | 42,8     |
| 2     | Belgien         | Dauby Pol Braekman Dieudonné Guthy Julien Saelens           | 43,7     |

Datum: 13. August

### 4 × 400 m Staffel
| Platz | Besetzung       | Land                                                         | Zeit (min) |
| ----- | --------------- | ------------------------------------------------------------ | ---------- |
| 1     | Belgien         | Jules Bosmans Piet Smet Constant Van den Broeck Jan Verhaert | 3:22,3     |
| 2     | Deutsches Reich | Georg Müller Hans Scheele Hans Helm Peter Robens             | 3:23,3     |

Datum: 14. August

### Hochsprung
| Platz | Athlet              | Land | Höhe (m) |
| ----- | ------------------- | ---- | -------- |
| 1     | Karl-Heinz Langhoff | GER  | 1,85     |
| 2     | Günther Gehmert     | GER  | 1,85     |
| 3     | François Chartier   | BEL  | 1,70     |
| 4     | Adhémar Delcoigne   | BEL  | 1,60     |

Datum: 14. August

### Stabhochsprung
| Platz | Athlet             | Land | Höhe (m) |
| ----- | ------------------ | ---- | -------- |
| 1     | Karl Sutter        | GER  | 3,90     |
| 2     | Julius Müller      | GER  | 3,80     |
| 3     | Frans Van Peteghem | BEL  | 3,50     |
| 4     | Louis Mulkens      | BEL  | 3,30     |

Datum: 13. August

### Weitsprung
| Platz | Athlet          | Land | Weite (m) |
| ----- | --------------- | ---- | --------- |
| 1     | Hans Gottschalk | GER  | 7,03      |
| 2     | Heinz Kron      | GER  | 6,81      |
| 3     | Émile Binet     | BEL  | 6,63      |
| 4     | Léopold Delcour | BEL  | 6,47      |

Datum: 14. August

### Kugelstoßen
| Platz | Athlet            | Land | Weite (m) |
| ----- | ----------------- | ---- | --------- |
| 1     | Heinrich Trippe   | GER  | 14,68     |
| 2     | Carl-Ernst Cramer | GER  | 14,53     |
| 3     | René Vande Voorde | BEL  | 12,93     |
| 4     | Maurice Magits    | BEL  | 12,23     |

Datum: 14. August

### Diskuswurf
| Platz | Athlet                | Land | Weite (m) |
| ----- | --------------------- | ---- | --------- |
| 1     | Johann Wotapek        | GER  | 48,40     |
| 2     | Hans-Heinrich Sievert | GER  | 44,00     |
| 3     | Auguste Vos           | BEL  | 38,20     |
| 4     | Simon Masson          | BEL  | 36,82     |

Datum: 13. August

### Speerwurf
| Platz | Athlet          | Land | Weite (m) |
| ----- | --------------- | ---- | --------- |
| 1     | Herbert Loose   | GER  | 63,83     |
| 2     | Fritz Arriens   | GER  | 62,00     |
| 3     | Arthur Fontaine | BEL  | 61,40     |
| 4     | Émile Ninnin    | BEL  | 51,08     |

Datum: 14. August